# Csík György
Csík György (Csorna, 1959. december 25.–) Jászai Mari-díjas (2010) díszlet- és jelmeztervező, egyetemi tanár.

## Életpályája
1975-1979 között szülővárosában volt gimnazista. 1979–1984 között a Magyar Képzőművészeti Főiskola díszlet- és jelmeztervező szakos hallgatója volt, ahol Szinte Gábor, Székely László, Makai Péter, Jánoskúti Márta és Fehér Miklós oktatta. 1984–1988 között a Mafilm tervezője volt. 1988–1996 között a szolnoki Szigligeti Színházban dolgozott. 1996–2000 között, valamint 2002 óta szabadúszó. 2000–2002 között a József Attila Színház díszlet- és jelmeztervezője volt.
A Kaposvári Egyetem Művészeti Főiskolai Karának látványtervezés oktatója. A Nyíregyházi Művészeti Szakközépiskola díszlet- és jelmeztervező tanára. A Magyar Képzőművészeti Egyetem Látványtervező Tanszékének óraadó tanára.

## Színházi munkái
A Színházi adattárban regisztrált bemutatóinak száma: díszlettervezőként: 225; jelmeztervezőként: 190. 137 bemutatón volt díszlet- és jelmeztervező is.

### Díszlet- és jelmeztervezőként
| - Harold Pinter: Enyhe fájdalom (1982) - Németh László: A két Bolyai (1983) - Leigh: La Mancha lovagja (1984) - Sylvaine: Madame Louise szalonja (1984) - Békés-Rozgonyi: Szegény Lázár (1984) - Bolt: Kinek se nap, se szél (1984) - Joyce: Számkivetettek (1984) - Kálmán Imre: A bajadér (1985) - Shaw: Candida (1985) - Hernádi Gyula: Hagyaték (1986) - Lope de Vega: A kertész kutyája (1986) - William Shakespeare: Lear király (1986) - Munkácsi Miklós: Lisszaboni eső (1987) - Mrozek: Tangó (1988) - William Shakespeare: A makrancos hölgy, avagy hogyan szelídítsünk komisz nőt (1988, 2003) - Enquist: A nagyapa házában (1989) - Kroetz: Felső-Ausztria (1989) - Kroetz: A fészek (1989) - Cander-Ebb: Chicago (1989) - Turgenyev: Apák és fiúk (1989) - Enquist: A földigiliszták életéből (1989) - Schnitzler: Körtánc (1990) - Bond: Balhé (1990) - Mérimée: Carmen (1990) - Fowles: A lepkegyűjtő (1990, 1994) - Eisemann Mihály: Miss Amerika (1990) - Vörösmarty Mihály: Csongor és Tünde (1990, 2011) - Bartók Béla: A kékszakállú herceg vára (1990) - Márai Sándor: Kaland (1990) - Schwartz: Hit kell! (1990) - Leroux: Az Operaház fantomja (1991) - Wojtyla: A mi Urunk festője (1991) - Schikaneder: Legenda A varázsfuvoláról (1991) - Offenbach: Szép Heléna (1991) - Collodi: Pinokkio kalandjai (1991) - Simon: Az utolsó hősszerelmes (1992) - Donizetti: Don Pasquale (1992) - Fábri Péter: Rinaldó Rinaldini (1992) - Örkény István: Macskajáték (1992) - Gábor Andor: Dollárpapa (1993) - Spiró György: Önkormányzati kabaré (1993) - Chen: Megint hazudtál (1993) - Dürrenmatt: Angyal szállt le Babilonba (1993) - Molière: Scapin furfangjai (1993) - Stendhal: Vörös és fekete (1994) - Eisemann Mihály: Handa banda (1994) - Füst Milán: Boldogtalanok (1994) - Kleist: Az eltört korsó (1995, 2004) - Christie: Az egérfogó (1995) - Kálmán Imre: Das Veilchen vom Montmartre (1995) - Bernstein: West Side Story (1995) - Schikaneder-Mosonyi: Varázsfuvola (1995) - Bródy Sándor: A medikus (1995) - Weingarten: A nyár (1996-1997) - Barta Lajos: Szerelem (1996) - Szép Ernő: Lila ákác (1997) - Dés László: A dzsungel könyve (1997-1998, 2005) - Molnár Ferenc: Liliom (1998) - Kander-Ebb: Kabaré (1999, 2002) - Dumas: A három testőr (1999-2000) - Keeffe: A városban (1999) - Tersánszky Józsi Jenő: Kakuk Marci szerencséje (1999) - Murrell: Sarah Bernhardt avagy a languszta sikolya (1999) - Schnitzler: Körmagyar (1999) | - Heltai Jenő: A tündérlaki lányok (2000) - Simon: Yonkersi árvák (2000) - Verdi: Rigoletto (2000) - Füst Milán: A lázadó (2000) - Lloyd Webber: József és a színes szélesvásznú álomkabát (2000) - Kesey: Kakukkfészek (2001) - Ludwig: Botráyn az Operában (2001) - Lehár Ferenc: Víg özvegy (2001, 2003) - Csehov: Ványa bácsi (2001) - Kusan: Galócza (2001, 2007) - Novák János: Százegy kiskutya (2001) - Szilágyi Andor: Lássuk a medvét! (2002) - Ibsen: Mennyország (2002, 2009) - Gogol: A revizor (2002) - Keroul-Barré: Léni néni (2002) - Várkonyi Mátyás: Ifipark (2002) - Cooney: Klikk! (2002) - Zalán Tibor: Angyalok a tetőn (2003, 2008) - Pozsgai Zsolt: Szerelmes etűdök (2003) - Vajda Katalin: Anconai szerelmesek (2003) - Sarkadi Imre: Elveszett paradicsom (2003) - Osborne: Dühöngő ifjúság (2003) - Magni-Zapponi: Legyetek jók, ha tudtok! (2004) - Fazekas Mihály: Lúdas Matyi (2005) - Vian: Tajték (2005) - Williams: A tetovált rózsa (2005) - Bakos Árpád: Szulamit (2005) - Friel: Pogánytánc (2006) - Bulgakov: Molière (2006) - Bart: Oliver! (2006) - Erkel Ferenc: Bánk bán (2006) - Háy János: A Pityu bácsi fia (2006) - Hamvai Kornél: Hóhérok hava (2007) - Dobozi-Korognai: A tizedes meg a többiek (2007) - Kleist: Homburg hercege (2007) - Sartre: Zárt tárgyalás (2008) - Egressy Zoltán: Portugál (2008) - Loewe: My Fair Lady (2008) - Frayn: Még egyszer hátulról (2008) - Bulgakov: Iván, a rettentő (2008) - Shaw: Pygmalion (2008) - Gyarmati Kata: Hét nap a világ (2009) - Lőrinczy Attila: Balta a fejbe (2009) - Frayn: Függöny fel! (2010) - Csehov: Cseresznyéskert (2010) - Erkel Ferenc: Hunyadi László (2010) - Bulgakov: A Mester és Margarita (2010) - Shaffer: Equus (2011) - Szegedi-Szabó Béla: Kammerspiel (2011) - Békeffi István: A régi nyár (2011) - Pollak: Amint a mennyben (2011) - Örkény István: Tóték (2012) - Murrel: Az isteni Sarah (2012) - Szakonyi Károly: Adáshiba (2013) |

## Filmjei
- Szerelem első vérig (1986)
- Isten veletek, barátaim (1987)
- Szimat Szörény, a szupereb (1988)
- A kísértés (2007)
- 56 csepp vér (2007)

## Díjai
- A legjobb látvány (1993)
- A legjobb jelmez (1993, 1995)
- Az évad művésze (1998)
- Dömötör-díj
- A legjobb díszlet (2005)
- Jászai Mari-díj (2010)
- Vágó Nelly-emlékérem (2015)[1][2]